# الیزابت گریسن
الیزابت گریسن (انگلیسی: Elizabeth Gracen؛ زادهٔ ۳ آوریل ۱۹۶۱) هنرپیشه و ملکه زیبایی اهل آمریکا است. 
وی به نمایندگی از آرکانزاس برنده دوشیزه آمریکا ۱۹۸۲ شده است‌.

## بخشی از فیلمشناسی

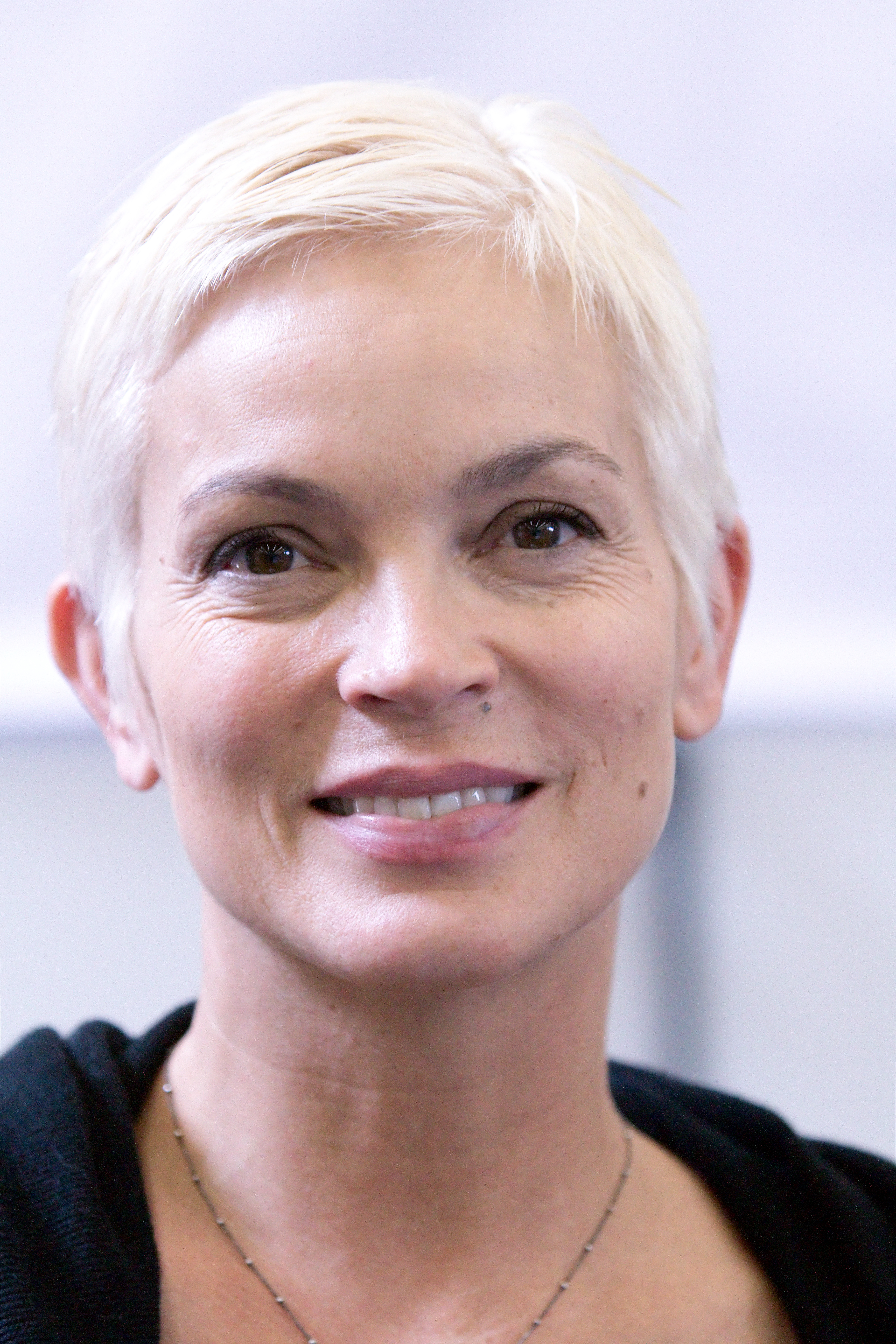

از فیلم‌ها یا برنامه‌های تلویزیونی که وی در آن نقش داشته‌است می‌توان به آثار زیر اشاره کرد.
- مورد غیرعادی دکتر جکیل و آقای هاید (۱۹۸۹)
- مرگ هالک شگفت‌انگیز (۱۹۹۰)
- نشان‌گذاری شده برای مرگ (۱۹۹۰)
- فلش (شخصیت کمیک) (۱۹۹۰ مجموعه تلویزیونی)
- پایین‌ترین سطح (فیلم ۱۹۹۱) (۱۹۹۲)
- متخصص (فیلم ۱۹۹۵) (۱۹۹۵)
- افسون‌شده (۲۰۰۲)
- انسجام (فیلم) (۲۰۱۳)